# Penny Banner
Penny Banner (eigentlich: Mary Ann Kostecki, * 11. August 1934 in St. Louis, Missouri; † 12. Mai 2008 in Charlotte, North Carolina) war eine US-amerikanische Wrestlerin.

## Biografie
Laut ihren Angaben begann sich Penny Banner im Alter von 20 Jahren für Wrestling zu interessieren. Sie arbeitete als Kindermädchen und konnte in ihrer freien Zeit die Fitnessgeräte des Hausherrn benutzen. Außerdem trainierte sie Judo. Bei ihrem Zweitjob als Kellnerin wurde sie von Sam Muchnik, damaliger Präsident der National Wrestling Alliance (NWA) entdeckt. Nach einigen Try-outs änderte sie ihren Namen in „Penny Banner“, da die Kommentatoren Probleme hatten, ihren Namen richtig auszusprechen. Ihr Spitzname war „St. Louie Woman“. In dem Wrestling-Business übernahm sie die Rolle des Heels, lange bevor dieser Begriff geprägt wurde. In den späten 1950ern hatte sie einige Dates mit Elvis Presley, der zu dieser Zeit großer Wrestling-Fan war.
In ihrer professionellen Karriere wurde sie 1961 erster „AWA World Women’s Championship“ und „verlor“ den Titel nie in einem Ring. Insgesamt blieb sie 23 Jahre lang (davon 20 „unbesiegt“) im Professional Wrestling aktiv und trat 1977 vom Wrestling zurück. Sie gilt als Pionier für das moderne Frauenwrestling.
In den 1990er Jahren nahm sie an diversen Wettkämpfen der Senior Olympics teil und konnte einige Medaillen in den Disziplinen Diskuswurf und im Schmetterlingsschwimmen erlangen.
2005 wurde sie in die „Pro Wrestling Hall of Fame“ aufgenommen. Ihr Ex-Mann Johnny Weaver, mit dem sie 35 Jahre lang verheiratet war, verstarb im Februar 2008. Zusammen hatten sie eine Tochter. Sie selbst erlag nur drei Monate später einem Krebsleiden. Bis zu ihrem Tod hatte sie nie zugegeben, dass Wrestling reine Show war. Auch ihr Buch Banner Days spart diese Passagen aus.